# Entrada de touros

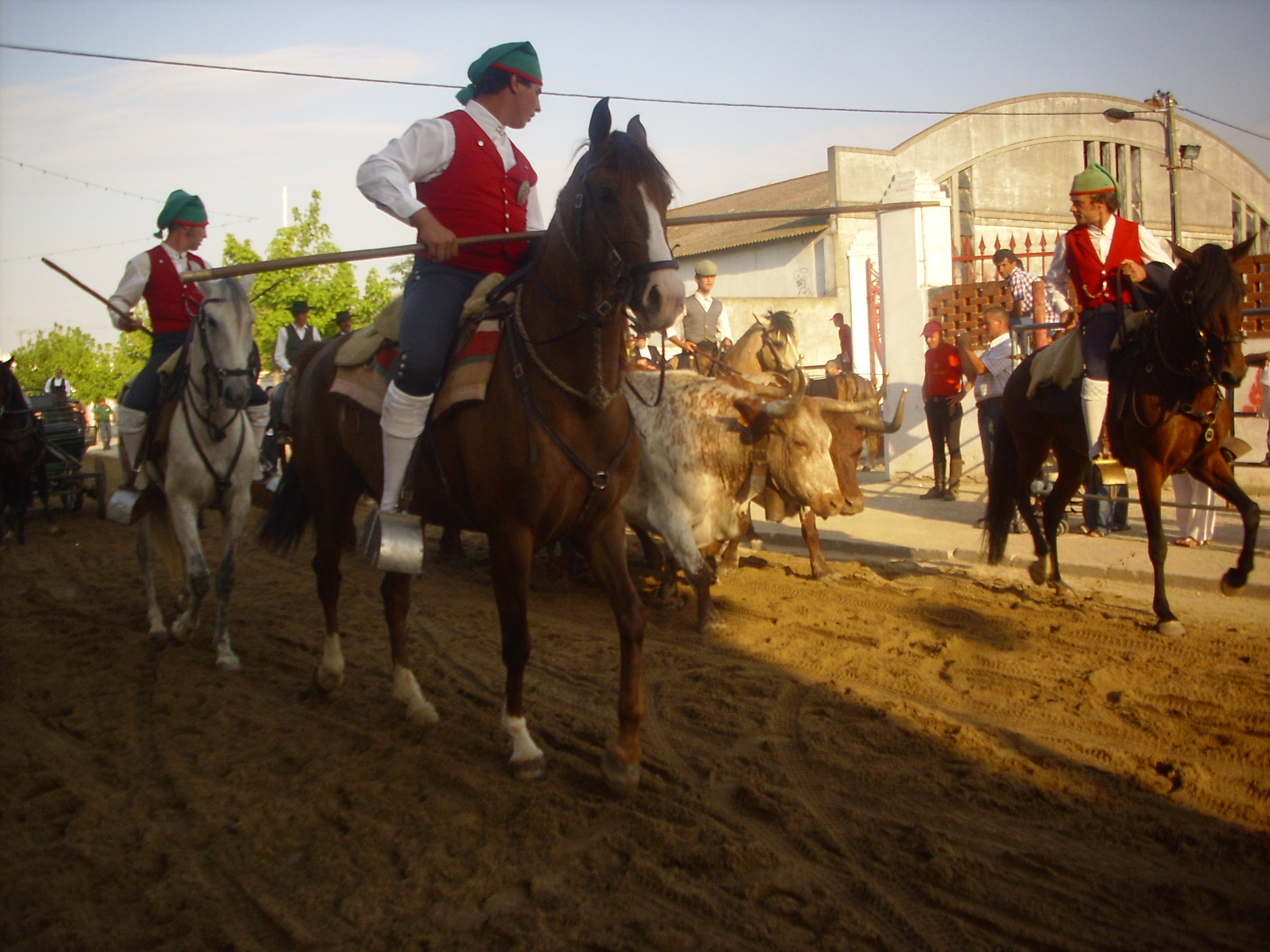
Campinos conduzindo a manada

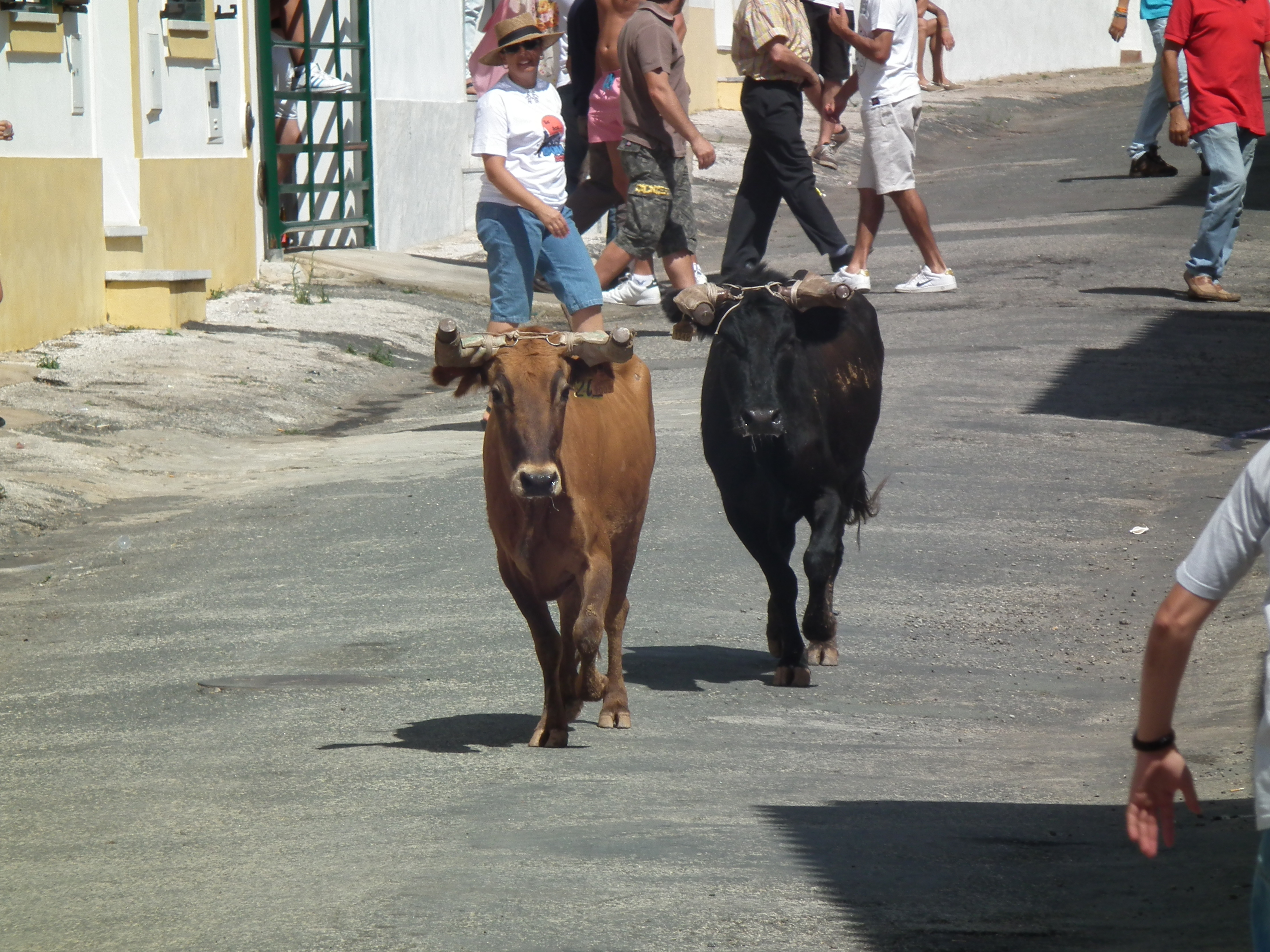
Espera de touros

A entrada de touros, também designada por esperas de touros, é um costume taurino tradicional nas festas de muitas localidades e algumas cidades da região do Ribatejo em Portugal.
Consiste na condução de uma pequena manada normalmente de seis touros bravos e vários cabrestos (bois mansos), conduzidos desde os campos, através das ruas das localidades, por campinos montados a cavalo.
Os touros são encaminhados para uma Praça de Touros e depois fechados nos curros para serem posteriormente lidados numa tourada subsequente, ou então, quando se destinam a serem soltos numa largada, são encerrados em currais montados para o efeito.
O espectáculo é seguido pela maioria da multidão abrigada na segurança das barreiras montadas nas ruas, ao passo que os mais corajosos saltam as barreiras e tentam incitar os toiros que na maioria das vezes, dado que vão encabrestados, seguem o seu caminho sem causar problemas.
As mais famosas Entradas de Toiros decorrem na Festa do Colete Encarnado de Vila Franca de Xira, nas Festas do Barrete Verde e das Salinas de Alcochete, bem como nas Festas da Azambuja, Chamusca ou Benavente. Nestas Festas são geralmente usados toiros puros ao natural (toiros nunca lidados ou largados com as hastes intactas, ou seja, "em pontas").
A Entrada ou Espera de Toiros é semelhante ao Encierro espanhol, com a diferença que no Encierro a manada não é acompanhada por campinos a cavalo munidos de pampilho mas somente por pastores munidos com vara, sendo ainda acompanhada pelos chamados corredores, corajosos que tentam correr ao lado dos animais. Resulta assim que o Encierro é considerado mais perigoso que as Entradas de Toiros portuguesas.